# Un grito en la oscuridad
Un grito en la oscuridad é uma telenovela mexicana, produzida pela Televisa e exibida em 1968 pelo Telesistema Mexicano.